# MyWikiBiz
MyWikiBiz — вики-энциклопедия, которая позволяет людям и компаниям писать статьи и самих себе. Начала свою работу как сервис, предоставляющий платное написание статей в Википедии для коммерческих организаций. Владелец и основатель компании — Грегори Кох, впоследствии был бессрочно заблокирован в английской Википедии за платное редактирование и явный конфликт интересов. 
К сентябрю 2012 года MyWikiBiz содержал около 80 тыс. статей, большинство из которых были спамом. В январе 2014 года главная страница сайта содержала уведомление о том, что все статьи кроме 5 тыс. самых просматриваемых должны быть удалены из-за уменьшения позиции сайта в PageRank. По состоянию на 2015 год статьи в энциклопедии можно добавлять бесплатно с зарегистрированной учётной записи, однако регистрация учётной записи стоит $10.
Штаб-квартира компании расположена в Уэст-Честере (Пенсильвания).